# George Sampson
George William Sampson (Warrington, 29 giugno 1993) è un ballerino inglese.
È il vincitore della seconda edizione (2008) del talent show Britain's Got Talent, il 31 maggio 2008 a 14 anni. Come premio ha ricevuto £100.000 e la possibilità di esibirsi al Royal Variety Performance, in scena al London Palladium l'11 dicembre 2008. La sua specialità è la Street dance.

## Britain's Got Talent

### Edizione 2007
Nel 2007 Sampson fa un provino durante il primo round del Britain's Got Talent su consiglio della sua insegnante di danza; solo quando arriva sul luogo dell'audizione viene a sapere che si tratta del noto talent show. Durante il provino ha ballato Drop (di Timbaland, Fatman Scoop e Magoo), nonostante l'entusiasmo di Simon Cowell non è riuscito a convincere gli altri due giudici, Amanda Holden e Piers Morgan. Dopo questa esperienza, Sampson decide di ritentare e di provare che i due giudici hanno sbagliato. Nel frattempo continua a ballare per le strade di Warrington per migliorare la sua tecnica, raccogliere fondi per la famiglia e le lezioni di danza così da continuare la sua carriera.

### Edizione 2008
Durante il provino balla Rock This Party (Everybody Dance Now).

## Opere

### Singoli
| Data di pubblicazione | Titolo                             | Etichetta  |
| --------------------- | ---------------------------------- | ---------- |
| 24 novembre 2008      | Get Up On The Dance Floor/Headz Up | Syco Music |

### DVD
| Data di pubblicazione | Titolo             | Etichetta |
| --------------------- | ------------------ | --------- |
| 1º dicembre 2008      | Access 2 All Areas | SonyBMG   |

## Filmografia
George Sampson è nel cast del film StreetDance 3D nelle sale cinematografiche italiane dal 16 marzo 2011, in cui interpreta il ruolo di Eddie, ragazzino amico della protagonista Carly, che come lei e il resto della crew ama la street dance. Nonostante già nelle varie apparizioni nel film si percepisca la sua passione per il ballo, solo alla fine il giovane Eddie mostrerà veramente le sue capacità, quando per aiutare i suoi amici decide di partecipare alle finali di street dance, consentendo al gruppo di temporeggiare nell'attesa dell'arrivo dei rimanenti componenti della crew, impegnati nelle selezioni per l'ammissione alla Royal Ballet.
Nel 2012 è apparso anche nel sequel di questo film, dal titolo StreetDance 2.

## Malattia
Sampson soffre di una rara malattia chiamata Morbo di Scheuermann, che colpisce lo sviluppo della ossa nei bambini e negli adolescenti e può causare una curvatura della colonna vertebrale. Dopo la rivelazione, Sampson ha dichiarato a un giornale che "Non è così male" e che il suo medico sostiene che può continuare a ballare.

## Riconoscimenti e premi
- Nel 2007, Sampson ha vinto nella categoria under 16 i World Street Dance championships organizzati dalla United Dance Association.
- Nell'estate del 2008 è stato uno dei 11 personaggi famosi a ricevere una tessera onoraria scout per celebrare il 101º anniversario della nascita del Movimento Scout.
- Ha anche ricevuto un premio nella categoria "Favourite Winner" ai Nickelodeon Kid's Choice Awards del 2008 e durante la cerimonia ha effettuato il suo ballo più celebre "Singin' in the Rain".